# Boleścin (powiat trzebnicki)

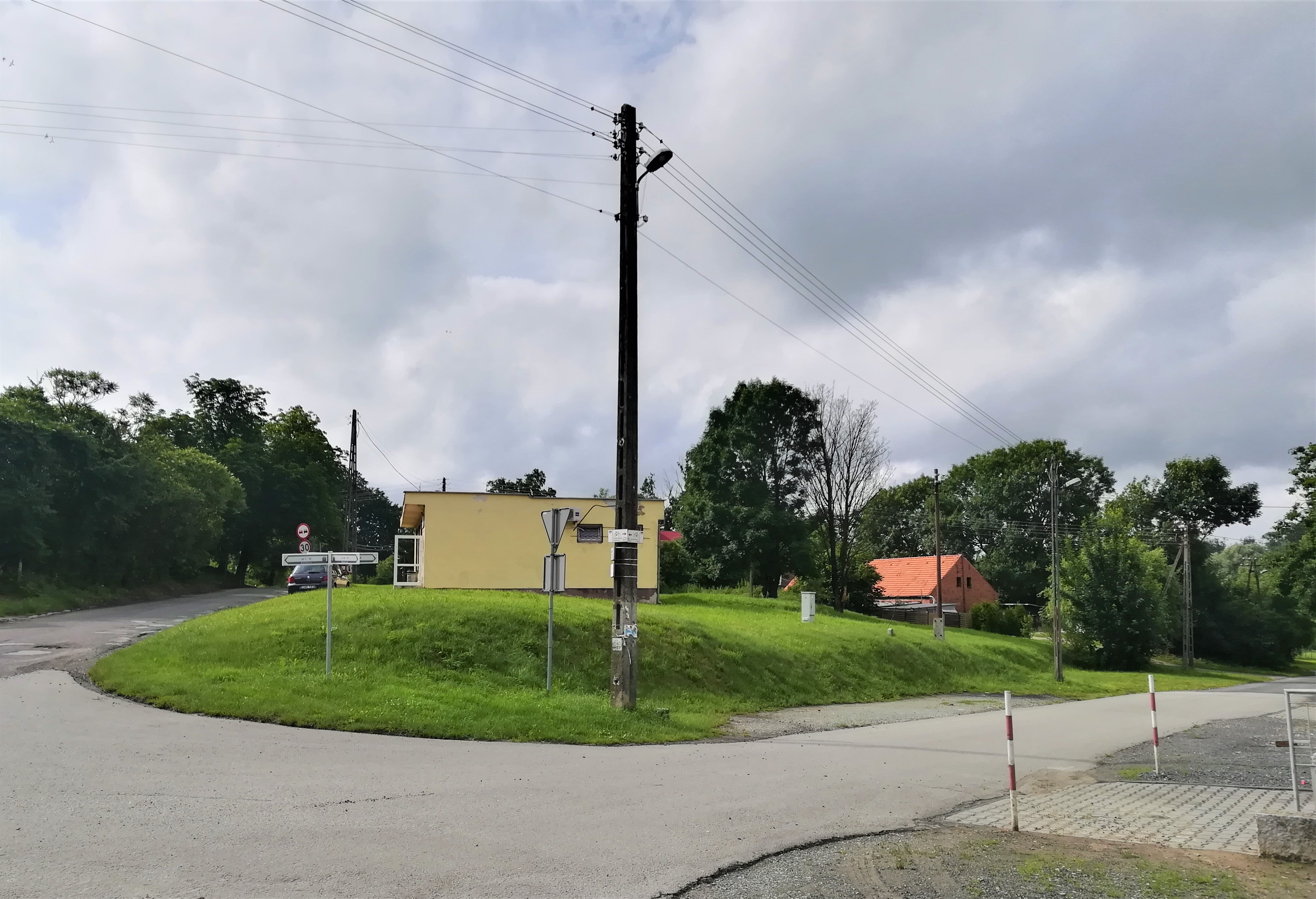
Centrum wsi

Boleścin (niem. Eichendorf, do 1937 Pollentschine) – wieś w Polsce położona w województwie dolnośląskim, w powiecie trzebnickim, w gminie Trzebnica.

## Podział administracyjny
W latach 1975–1998 miejscowość należała administracyjnie do województwa wrocławskiego.

## Położenie
Boleścin leży w paśmie Gór Kocich.

## Historia
Wieś wzmiankowana w łacińskim dokumencie z 1223 roku wydanym przez biskupa wrocławskiego Lorenza gdzie zanotowana została w zlatynizowanej, staropolskiej formie „Bolescino”. Niemiecki tłumacz tego dokumentu jako nazwę obowiązującą dla tej miejscowości w 1866 roku notuje zgermanizowaną nazwę Pollentschine. W alfabetycznym spisie miejscowości z terenu Śląska wydanym w 1830 roku we Wrocławiu przez Johanna Knie wieś występuje pod nazwą Pollentschine.
Po dojściu do władzy nazistów w przedwojennych Niemczech nazistowska administracja III Rzeszy w 1937 roku zmieniła zgermanizowaną nazwę na nową, całkowicie niemiecką - Eichendorf o czym zadecydowało jej polskie pochodzenie

## Zabytki
Do wojewódzkiego rejestru zabytków wpisany jest:
- zespół pałacowy, obecnie nr 27, z końca XIX w.
  - pałac, w ruinie z przełomu XIX/XX w.
  - park z przełomu XVIII/XIX w.

inne zabytki:
- obiekty folwarczne:
  - mieszkalne
  - wozownia
  - obora
  - spichlerz
- grodzisko średniowieczne

inne obiekty:
- kościół rzymskokatolicki należący do parafii Miłosierdzia Bożego (Dekanat Trzebnica), współczesny